# Chiesa della Madonna del Pezzo
La chiesa della Madonna del Pezzo è una chiesa sussidiaria di Levico Terme. La sua origine si colloca nel XVII secolo.

## Storia

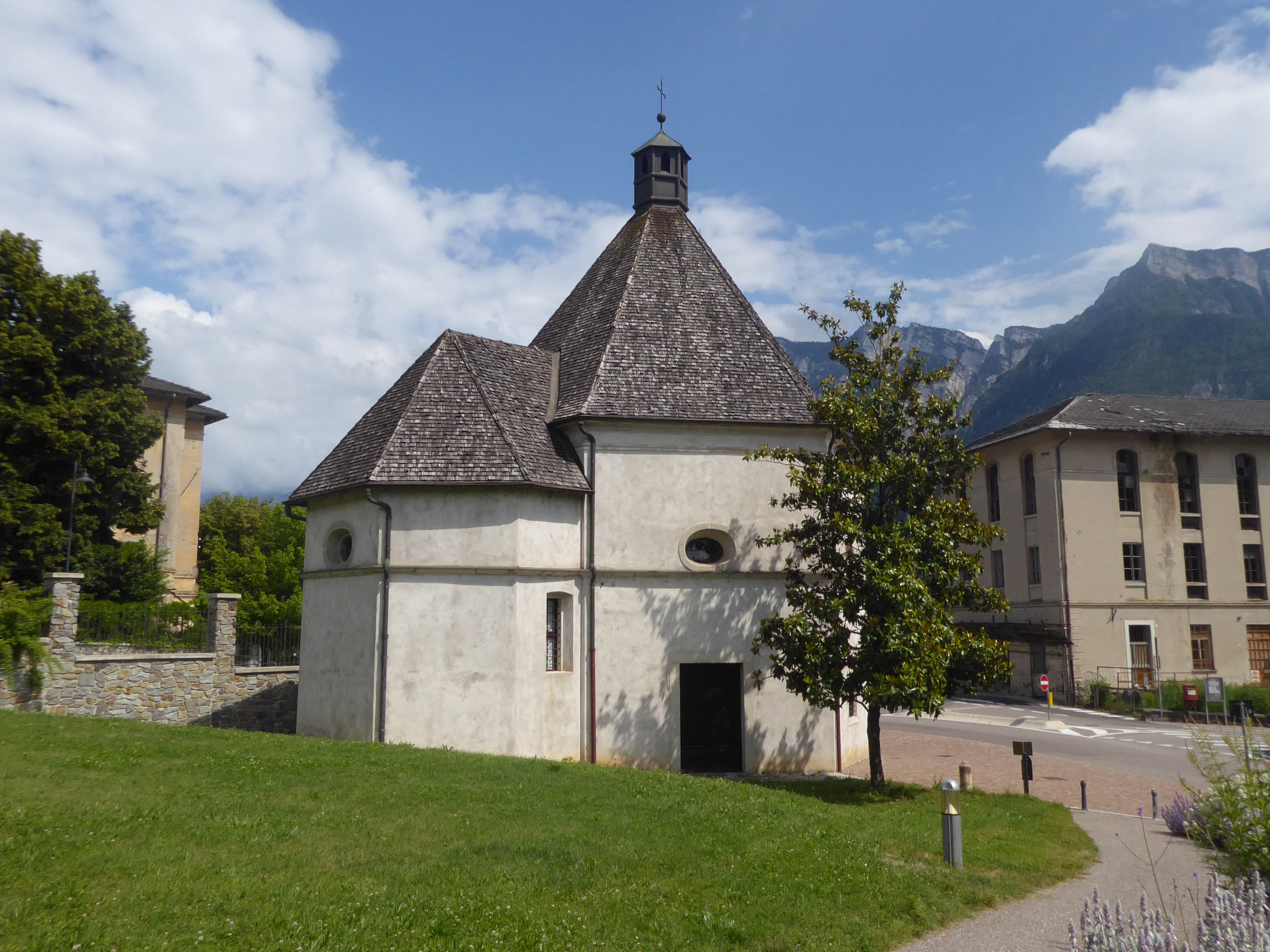
Vista laterale sinistra

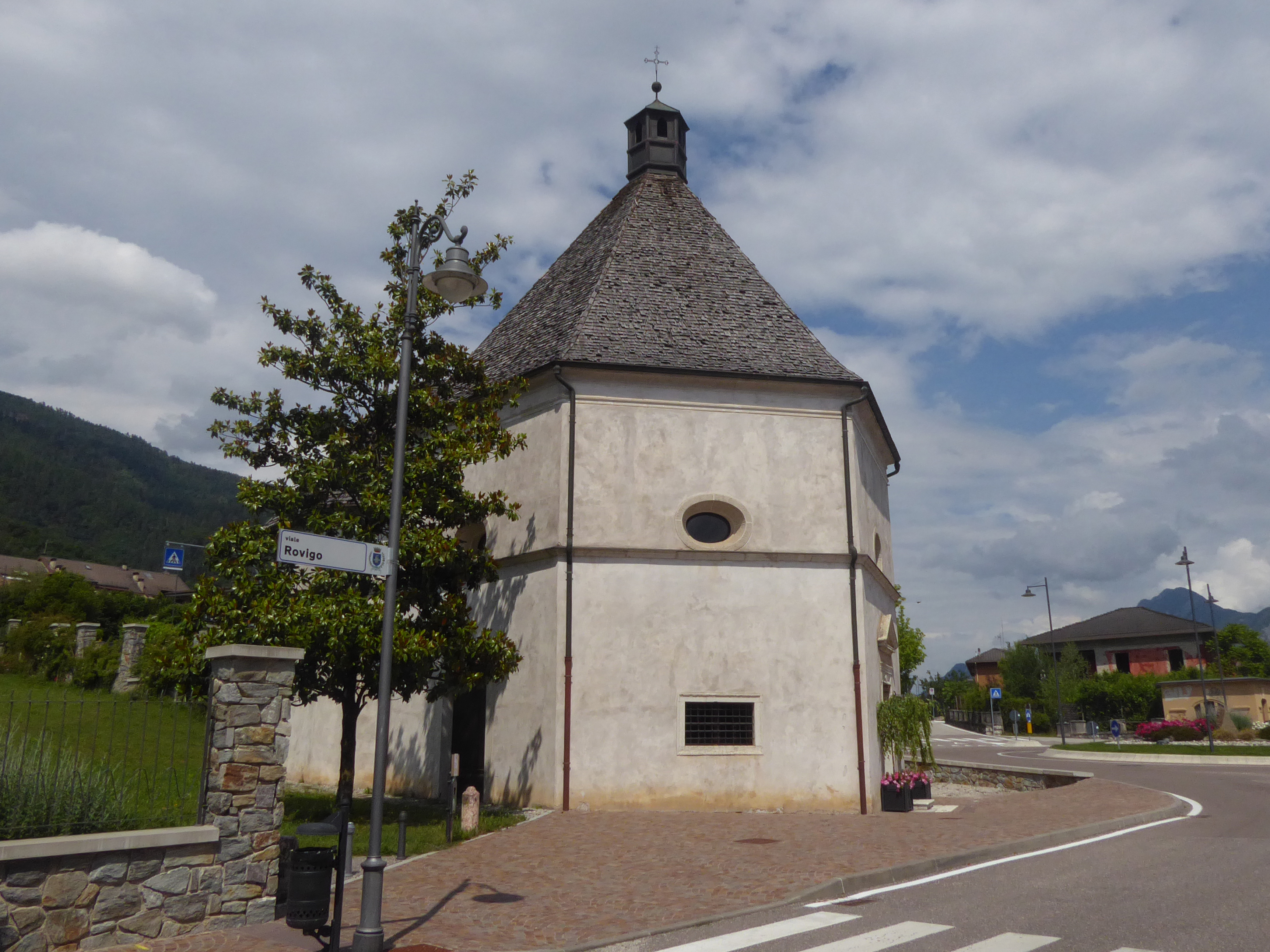
Altra vista dell'edificio

Il vescovo di Feltre Agostino Gradenigo nel corso di una sua visita pastorale a Levico nel 1612 ebbe modo di constatare che stava sorgendo una nuova piccola chiesa dedicata a Santa Maria della Croseta (per significare Santa Maria dell'incrocio delle vie).
Questo edificio all'interno custodiva un'edicola di età precedente con un'immagine della Madonna che era considerata miracolosa.
La chiesetta era certamente ultimata nel 1625 ed aveva iniziato a diventare meta di processioni del popolo che chiedeva l'intercessione di Maria per avere la pioggia. Nella seconda metà del XVIII secolo questo edificio venne demolito per costruire, sul sito, un nuovo camposanto. Contemporaneamente, tra il 1784 e il 1786, venne eretta una nuova chiesetta per sostituire la precedente, che venne chiamata Madonna del Pezzo (ossia il peccio, pézo in dialetto locale): il nome le venne attribuito per la vicinanza all'edificio di diversi abeti, in parte ancora presenti. E intanto fu pronto anche il nuovo camposanto, poco lontano.
Nel 1786 si registrò il passaggio dell'intera area dalla giurisdizione ecclesiastica della diocesi di Feltre a quella di Trento.
All'inizio del XX secolo venne eseguito un intervento restaurativo e, tra gli anni 1976 e 1983, un nuovo è più consistente intervento interessò la struttura muraria, che venne consolidata e la copertura del tetto. Vennero restaurati anche le decorazioni e l'altare.
Tra gli ultimi interventi che riguardano la chiesa da ricordare, nel 2013, la progettata modifica della viabilità stradale per ampliarne l'area di rispetto.